# Maracaibo
Maracaibo, oficialment Nueva Zamora de la Laguna de Maracaibo, és la capital de l'Estat de Zulia (Veneçuela). Maracaibo té una població aproximada de 4.335.494 habitants (Municipi Maracaibo). És la segona ciutat amb més població de tota Veneçuela. La ciutat de Maracaibo es troba a l'occident del país, en terrenys d'origen al·luvial dins de la depressió del llac de Maracaibo.
Maracaibo és una ciutat moderna i dinàmica, en constant moviment i dominada per grans edificis. Malgrat que la regió no és considerada un punt turístic, a la ciutat s'hi troben molts exemples d'arquitectura colonial i museus d'interès. Al centre de la ciutat hi ha la Basílica de la Virgen de Chiquinquirá, patrona de l'estat de Zulia, que és anomenada La Chinita. A aquesta imatge de la Verge cada 18 de novembre li reten culte tots els seus fidels, que li posen les seves ofrenes per desitjos complerts o per promeses fetes, ofrenes que generalment són joies d'or i pedres precioses.